# Histoires consistantes
En mécanique quantique, les histoires consistantes (également appelées histoires décohérentes ou histoires rationnelles) sont une tentative d'interprétation moderne de la mécanique quantique, généralisant l'interprétation conventionnelle de Copenhague et fournissant une interprétation naturelle de la cosmologie quantique. Elle repose sur un critère de consistance (cohérence logique) permettant l'attribution de probabilités à différentes histoires alternatives d'un système, probabilités respectant les règles de la probabilité classique tout en étant cohérentes avec l'équation de Schrödinger. Contrairement à d'autres interprétations, en particulier l'interprétation de Copenhague, la réduction du paquet d'onde n'est pas associée à un possible processus physique, et la théorie de la mesure n'y est pas considérée comme un ingrédient fondamental de la mécanique quantique.

## Histoires
Une histoire homogène {\displaystyle H_{i}} (ici {\displaystyle i} désigne différentes histoires) est une suite de Propositions {\displaystyle P_{i,j}} spécifiées à différents temps {\displaystyle t_{i,j}} (ici {\displaystyle j} désigne les temps). La suite s'écrit ainsi :
{\displaystyle H_{i}=(P_{i,1},P_{i,2},\ldots ,P_{i,n_{i}})}
et se lit comme « la proposition {\displaystyle P_{i,1}} est vraie au temps {\displaystyle t_{i,1}} et puis la proposition {\displaystyle P_{i,2}} est vraie au temps {\displaystyle t_{i,2}} et puis {\displaystyle \ldots } ». Les temps {\displaystyle t_{i,1}<t_{i,2}<\ldots <t_{i,n_{i}}} sont strictement ordonnés et appelés le support temporel de l'histoire.
Les histoires inhomogènes sont des propositions à temps multiples qui ne peuvent pas être représentées par une histoire homogène. Un exemple est le OU logique de deux histoires homogènes : {\displaystyle H_{i}\lor H_{j}} .
Ces propositions peuvent correspondre à n'importe quel ensemble de questions épuisant toutes les possibilités. Exemple avec une expérience de fentes de Young avec des électrons donnant les trois propositions suivantes : « l'électron est passé par la fente de gauche », « l'électron est passé par la fente de droite » et « l'électron n'est passé par aucune des fentes ».
L'un des objectifs de l'approche est de montrer que des questions classiques telles que « où sont mes clés ? » ne sont pas incohérentes dans le cadre de la physique quantique. En l'occurrence, la question peut se traduire par un grand nombre de propositions spécifiant chacune une petite région de l'espace comme localisation des clés.
Chaque proposition ponctuelle {\displaystyle P_{i,j}} peut être représentée par un opérateur de projection {\displaystyle {\hat {P}}_{i,j}} (les accents circonflexes indiquent des opérateurs) agissant sur l'espace de Hilbert du système. On peut alors représenter des histoires homogènes par le produit ordonné (en) chronologiquement des opérateurs de projection à différents temps. C'est le formalisme HPO (en) développé par Christopher Isham et qui encode naturellement la structure logique de l'historique des propositions.

## Consistance
Une construction importante dans l'approche des histoires consistantes est l'opérateur de classe pour une histoire homogène :
{\displaystyle {\hat {C}}_{H_{i}}:=T\prod _{j=1}^{n_{i}}{\hat {P}}_{i,j}(t_{i,j})={\hat {P}}_{i,n_{i}}\cdots {\hat {P}}_{i,2}{\hat {P}}_{i,1}}
Le symbole {\displaystyle T} indique que les facteurs du produit sont ordonnés chronologiquement selon leurs valeurs de {\displaystyle t_{i,j}} : les opérateurs du "passés" avec des valeurs plus petites de {\displaystyle t} apparaissent sur le côté droit, et les opérateurs "futurs" avec des valeurs plus élevées de {\displaystyle t} apparaissent sur le côté gauche. Cette définition peut également être étendue aux histoires inhomogènes.
La notion de consistance est au cœur des histoires consistantes. Un ensemble d'histoires {\displaystyle \{H_{i}\}} est consistante (ou fortement consistante) si
{\displaystyle \operatorname {Tr} ({\hat {C}}_{H_{i}}\rho {\hat {C}}_{H_{j}}^{\dagger })=0}
pour tout {\displaystyle i\neq j} . Ici {\displaystyle \rho } représente la matrice de densité initiale, et les opérateurs sont exprimés selon la représentation de Heisenberg.
L'ensemble des histoires est faiblement consistant si
{\displaystyle \operatorname {Tr} ({\hat {C}}_{H_{i}}\rho {\hat {C}}_{H_{j}}^{\dagger })\approx 0}
pour tout {\displaystyle i\neq j} .

## Probabilités
Si un ensemble d'histoires est consistant alors des probabilités peuvent être attribuées à chacune de manière consistante. Nous postulons que la probabilité de l'histoire {\displaystyle H_{i}} est simplement
{\displaystyle \operatorname {Pr} (H_{i})=\operatorname {Tr} ({\hat {C}}_{H_{i}}\rho {\hat {C}}_{H_{i}}^{\dagger })}
qui obéit aux axiomes de probabilité si les histoires {\displaystyle H_{i}} proviennent du même ensemble (fortement) consistant.
Par exemple, cela signifie que la probabilité de « {\displaystyle H_{i}} OU {\displaystyle H_{j}} » est égal à la probabilité de « {\displaystyle H_{i}} » plus la probabilité de « {\displaystyle H_{j}} » moins la probabilité de « {\displaystyle H_{i}} ET {\displaystyle H_{j}} », et ainsi de suite.

## Interprétation
L'interprétation basée sur des histoires consistantes est utilisée en combinaison avec les vues de la décohérence quantique. La décohérence implique que les phénomènes macroscopiques irréversibles (donc toutes les mesures classiques) rendent les histoires automatiquement consistantes, ce qui permet de retrouver le raisonnement classique et le « bon sens » lorsqu'il est appliqué aux résultats de ces mesures. Une analyse plus précise de la décohérence permet (en principe) un calcul quantitatif de la frontière entre le domaine classique et le domaine quantique. Selon Roland Omnès,

« l'approche des histoires, même si elle était initialement indépendante de l'approche de Copenhague, en est en quelque sorte une version plus élaborée. Elle a bien sûr l'avantage d'être plus précise, d'inclure la physique classique, et de fournir un cadre logique explicite pour des preuves indiscutables. Mais, lorsque l'interprétation de Copenhague est complétée par les résultats modernes sur la correspondance et la décohérence, cela revient essentiellement à la même physique.
[... Il y a] trois différences principales :
1. L'équivalence logique entre une donnée empirique, qui est un phénomène macroscopique, et le résultat d'une mesure, qui est une propriété quantique, devient plus claire dans la nouvelle approche, alors qu'elle restait pour l'essentiel tacite et discutable dans la formulation de Copenhague.
2. Il y a deux notions apparemment distinctes de probabilité dans la nouvelle approche. L'une est abstraite et orientée vers la logique, tandis que l'autre est empirique et exprime le caractère aléatoire des mesures. Nous devons comprendre leur relation et pourquoi elles coïncident avec la notion empirique des règles de Copenhague.
3. La principale différence réside dans la signification de la règle de réduction dans « la réduction du paquet d'ondes ». Dans la nouvelle approche, la règle est valide mais aucun effet spécifique sur l'objet mesuré ne peut en être tenu pour responsable. La décohérence dans l'appareil de mesure suffit. »

Afin d'obtenir une théorie complète, les règles formelles ci-dessus doivent être complétées par un espace de Hilbert particulier et des règles qui régissent la dynamique, par exemple un hamiltonien.
D'autres considèrent que cela ne constitue toujours pas une théorie complète car on ne peut prédire quel ensemble d'histoires consistantes se produira effectivement. En d'autres termes, les règles des histoires consistantes, l'espace de Hilbert et l'hamiltonien doivent être complétées par une règle de sélection ensembliste. Cependant, Robert B. Griffiths est d'avis que poser la question de savoir quel ensemble d'histoires « se produira effectivement » est une mauvaise lecture de la théorie : les histoires sont un outil de description de la réalité effective, pas des réalités alternatives séparées.
Les partisans de l'interprétation des histoires consistantes - tels que Murray Gell-Mann, James Hartle, Roland Omnès et Robert B. Griffiths - soutiennent qu'elle clarifie les inconvénients fondamentaux de l'interprétation de Copenhague et peut être utilisée comme un cadre d'interprétation complet pour la mécanique quantique.
Dans Quantum philosophy (en), Roland Omnès propose une manière moins mathématique d'appréhender ce même formalisme.
L'approche des histoires consistantes peut être vue comme un moyen de déterminer quels ensembles de questions classiques peuvent être posées de manière consistante sur un même système quantique, et quels ensembles sont fondamentalement inconsistants, et donc dénués de sens lorsque ces questions sont posées ensemble. Il devient par exemple possible de montrer formellement pourquoi les questions que Einstein, Podolsky et Rosen supposaient pouvoir être posées ensemble dans le paradoxe EPR ne pouvaient tout simplement pas l'être. Il devient également possible de montrer que la logique classique s'applique largement aux expériences quantiques et fixer mathématiquement les limites de cette application.